# Bianca Giulia Bardin
Bianca Giulia Bardin (Thiene, 7 febbraio 2000) è una calciatrice italiana, di ruolo centrocampista.

## Biografia
È figlia di Monica Susanna Mezzadri, a suo tempo campionessa europea e mondiale di pattinaggio a rotelle.
Si è appassionata al gioco del calcio fin da giovanissima, grazie anche ai trascorsi sportivi del nonno, Adriano Bardin, allenatore di calcio ed ex portiere di Vicenza e Cesena in Serie A.

## Caratteristiche tecniche
È una centrocampista completa, deputata principalmente alla doppia fase di rottura degli schemi avversari e impostazione del gioco. Abbastanza abile con entrambi i piedi, è dotata di ottime doti di resistenza allo sforzo e forza fisica, nonché di un tiro piuttosto potente.

## Carriera

### Club
Dopo i primi anni dove gioca nelle formazioni miste della P.G.S. Concordia di Schio (VI) fino al raggiungimento dell'età massima prevista dalla FIGC, Bardin si tessera con il Vicenza per continuare l'attività in una squadra completamente femminile. Con le biancorosse della società di Vicenza viene inserita inizialmente nella formazione che partecipa al Campionato Primavera ma grazie alle sue qualità espresse viene aggregata alla formazione titolare fin dalla stagione 2015-2016, facendo il suo debutto nel campionato di Serie B 2015-2016 l'8 maggio 2016, alla 20ª giornata, nell'incontro pareggiato 1-1 con il Marcon. Rimane con il Vicenza per due stagioni, con la seconda dove il tecnico Alessandro De Bortoli la impiega quasi in tutto il campionato, totalizzando 21 presenza su 26 e realizzando 2 reti.

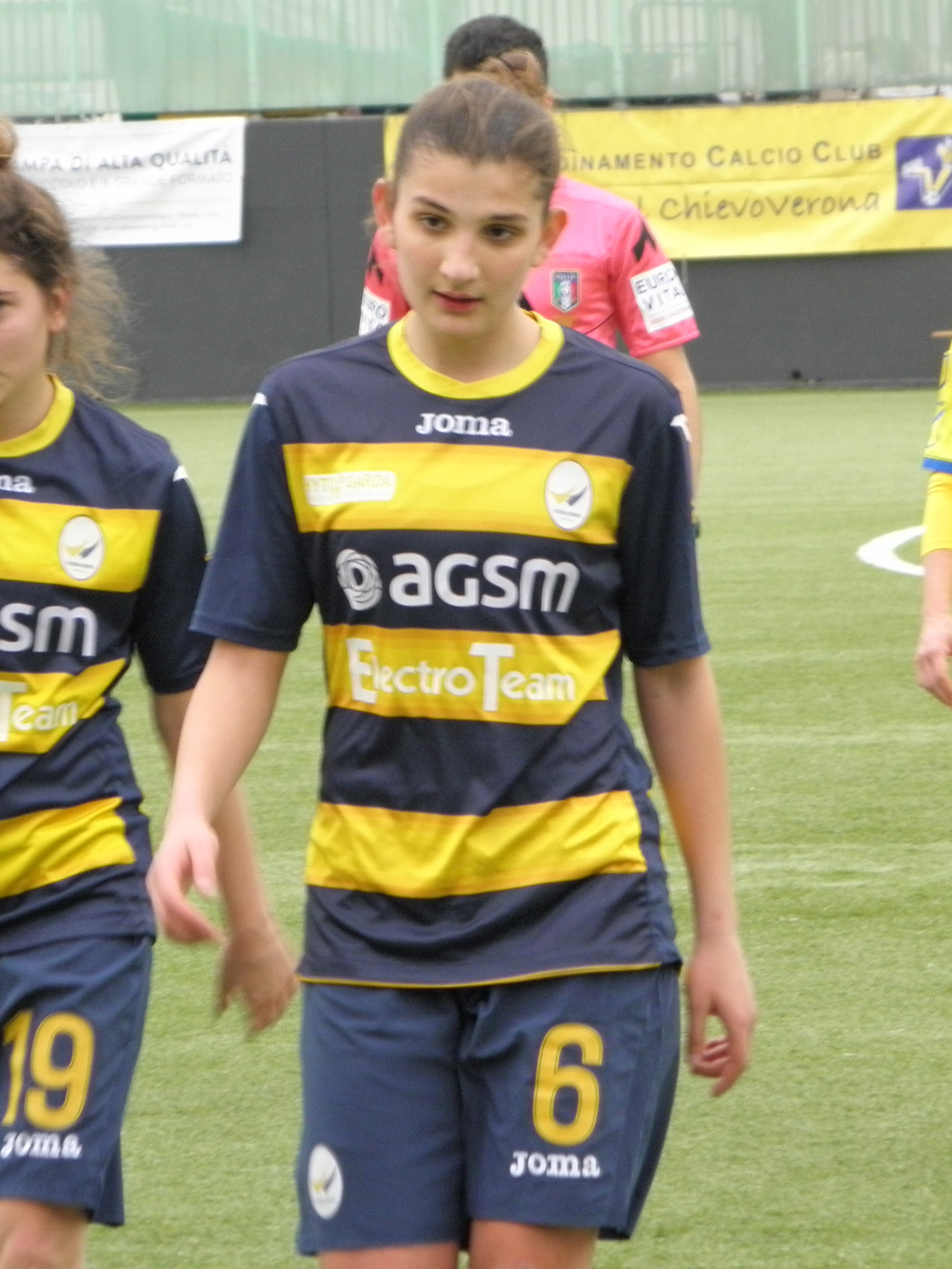
Bardin, con la maglia dell', durante la stagione 2017-2018.

Durante il calciomercato estivo 2017 Bardin coglie l'occasione per debuttare in Serie A sottoscrivendo un accordo con l'AGSM Verona per disputare con la società veronese la stagione 2017-2018. Impiegata dal tecnico Renato Longega fin dal primo incontro fa il suo debutto nella massima divisione del campionato italiano alla 1ª giornata, nell'incontro pareggiato 1-1 con la Fiorentina. Bardin scende in campo in tutti i 22 incontri di campionato, condividendo con le compagne il difficile percorso della squadra che fatica a staccarsi dalle posizioni di fondo classifica ma che al termine ottiene la settima posizione e la conseguente salvezza, mentre in Coppa Italia giunge ai quarti di finale, eliminata dalle avversarie del Tavagnacco ai tiri di rigore.
Bardin rimane in rosa anche dopo il cambio di denominazione della società in ASD Verona Women, tuttavia nel settembre 2018, prima dell'inizio del campionato, nel settembre 2018, il Verona maschile rileva il suo titolo sportivo ottenendo dalla Federazione Italiana Giuoco Calcio (FIGC) l'autorizzazione a sostituirla nel campionato di Serie A 2018-2019. Sotto la guida del tecnico Sara Di Filippo, Bardin fa il suo esordio in campionato con la nuova maglia fin dalla 1ª giornata, andando a segno per la prima volta in Serie A il 1 dicembre 2018, alla 9ª giornata, siglando al 62' la rete del 2-1, incontro poi terminato 3-1 per le veronesi.
Nell'estate 2020 ha lasciato il Veneto, accasandosi alle toscane della Florentia S.G..
Nel luglio 2021, dopo essere stata svincolata dalla Florentia che aveva ceduto il titolo sportivo di Serie A alla Sampdoria, si è trasferita all'Empoli. Sotto la guida tecnica di Fabio Ulderici, dopo aver siglato due reti, la prima nell'unico gol per la sua squadra nella sconfitta interna per 4-1 con l'Inter alla 3ª giornata, rimane infortunata nel corso dell'incontro casalingo del 30 ottobre 2021, alla 7ª giornata di campionato, con la Lazio, durante il quale subisce un trauma all'articolazione tibio-peroneale che necessita un  intervento chirurgico e il necessario periodo di riabilitazione.
La stagione successiva segue Ulderici a Parma dopo che per il secondo anno condivide il passaggio di buona parte dell'organico dell'Empoli a seguito della cessione del titolo sportivo della squadra della stagione precedente. Il suo impiego alla sua prima stagione in maglia crociata diventa più costante, marcando 26 presenze, con 2 reti, in campionato, ma la squadra non riesce a staccarsi dalla parte bassa della classifica chiudendo al 10º e ultimo posto in poule salvezza retrocedendo in cadetteria.
Dopo una stagione in Eccellenza Veneto (quarto livello) con il Cadore, durante la pausa estiva di calciomercato 2024 Bardin trova l'opportunità di fare il ritorno in Serie B e nuovamente con un club veronese, il ChievoVerona FM. Dopo aver ritrovato Ulderici come allenatore, rimane a disposizione del tecnico solo fino alla 9ª giornata quando, a causa di uno scontro di gioco avvenuto nel corso dell'incontro in trasferta con il Parma, ha riportato la rottura del legamento crociato del ginocchio sinistro.

### Nazionale
Bardin inizia ad essere convocata dalla federazione calcistica italiana fin dal 2015, inizialmente nella formazione Under-16 per passare alla Under-17 un anno più tardi, facendo il suo debutto internazionale in occasione della prima della doppia amichevole dell'8 settembre 2016 dove le Azzurrine superano le pari età della Scozia.
Il tecnico Rita Guarino la convoca poi per le fasi di qualificazione al campionato europeo di categoria della Repubblica Ceca 2017. Impiegata nei tre incontri della prima fase, Bardin va a segno con la Georgia, siglando al 28' la rete del parziale 6-0, incontro poi terminato 8-0 per l'Italia, poi in due dei tre incontri della seconda fase dove le Azzurrine non riescono ad accedere alla fase finale.
L'anno successivo il tecnico Enrico Sbardella la chiama nella formazione Under-19 dove debutta il 16 ottobre 2017, in occasione della prima fase di qualificazione all'Europeo U19 di Svizzera 2018, nell'incontro dove le Azzurrine si impongono per 8-0 sulle pari età della Moldavia. Bardin marca complessivamente due presenze solo nelle fasi di qualificazione, festeggiando con le compagne l'accesso alla fase finale ma non venendone impiegata. Sbardella la inserisce nuovamente in rosa anche per le qualificazioni al successivo Europeo di Scozia 2019.

## Statistiche

### Presenze e reti nei club
Statistiche aggiornate al 14 aprile 2025.
| Stagione        | Squadra         | Campionato      | Campionato | Campionato | Coppe nazionali | Coppe nazionali | Coppe nazionali | Coppe continentali | Coppe continentali | Coppe continentali | Altre coppe | Altre coppe | Altre coppe | Totale | Totale |
| Stagione        | Squadra         | Comp            | Pres       | Reti       | Comp            | Pres            | Reti            | Comp               | Pres               | Reti               | Comp        | Pres        | Reti        | Pres   | Reti   |
| --------------- | --------------- | --------------- | ---------- | ---------- | --------------- | --------------- | --------------- | ------------------ | ------------------ | ------------------ | ----------- | ----------- | ----------- | ------ | ------ |
| 2015-2016       | Vicenza         | B               | ?          | ?          | CI              | ?               | ?               |                    | -                  | -                  |             | -           | -           | ?      | ?      |
| 2016-2017       | Vicenza         | B               | ?          | ?          | CI              | ?               | ?               |                    | -                  | -                  |             | -           | -           | ?      | ?      |
| Totale Vicenza  | Totale Vicenza  | Totale Vicenza  | 24         | 2          |                 | ?               | ?               |                    | -                  | -                  |             | -           | -           | 24+    | 2+     |
| 2017-2018       | AGSM Verona     | A               | 22         | 0          | CI              | 5               | 0               | -                  | -                  | -                  | -           | -           | -           | 27     | 0      |
| 2018-2019       | Verona          | A               | 22         | 2          | CI              | 3               | 0               |                    | -                  | -                  |             | -           | -           | 25     | 2      |
| 2019-2020       | Verona          | A               | 13         | 0          | CI              | 1               | 0               |                    | -                  | -                  |             | -           | -           | 14     | 0      |
| Totale Verona   | Totale Verona   | Totale Verona   | 35         | 2          |                 | 4               | 0               |                    | -                  | -                  |             | -           | -           | 39     | 0      |
| 2020-2021       | Florentia S.G.  | A               | 17         | 0          | CI              | 4               | 0               | -                  | -                  | -                  | -           | -           | -           | 23     | 0      |
| 2021-2022       | Empoli          | A               | 11         | 2          | CI              | 2               | 0               | -                  | -                  | -                  | -           | -           | -           | 13     | 2      |
| 2022-2023       | Parma           | A               | 26         | 2          | CI              | 2               | 1               | -                  | -                  | -                  | -           | -           | -           | 28     | 3      |
| 2023-2024       | Cadore          | Ecc             | ?          | ?          | -               | -               | -               | -                  | -                  | -                  | -           | -           | -           | ?      | ?      |
| 2024-2025       | ChievoVerona FM | B               | 6          | 0          | CI              | -               | -               | -                  | -                  | -                  | -           | -           | -           | -      | -      |
| Totale carriera | Totale carriera | Totale carriera | 141        | 8          | -               | 17+             | 1+              | -                  | -                  | -                  | -           | -           | -           | 158+   | 9+     |